# Zig et Puce policiers
Zig et Puce policiers est une comédie en 6 tableaux de Thérèse Lenôtre à l'usage de la jeunesse inspirée de la série de bande dessinée Zig et Puce créée par Alain Saint-Ogan. Elle représentée en première le 22 février 1934 au Théâtre de la Madeleine par la troupe enfantine le Théâtre du Petit-Monde, une troupe d'enfants créé par Pierre Humble. La pièce comporte des ballets, des danses et des chants.

## Synoptique
Bull et Pudding des amis de Zig et Puce inventent un carburateur sans essence. Blackmann et Aurora sa fille veulent s'emparer de l'invention, mais Zig et Puce déjouent tous leurs plans.  

## Fiche technique
- Production : Théâtre du Petit-Monde
- Direction : Pierre Humble
- Auteur : Thérèse Lenôtre, d'après Zig et Puce d'Alain Saint-Ogan
- Mise en scène : Moriss
- Dances : Moricette Cebron
- Couplets :  Adhémar de Montgon,
- Chansons : Rosemonde Gérard
- Musiques : Tiarko Richepin

## Distribution
- Jean Bara : Puce
- Martine Dumonceau : Zig
- Jacqueline Dumonceau : Dolly
- René Greil : Alfred le pingouin
- Gaston et partner : le Cheval Marcel
- Fernand Rauzéna
- Mirtcha
- Moriss
- Coquillon
- Rigault
- Bragance
- Mme Colas-Bruna
- Michu

## Sources
- Annie de Mèredieu, « Au Théâtre du Petit-Monde Zig et puce sont devenus policier », Paris-soir,‎ 21 février 1934, p. 6 (lire en ligne)
- « Les nouveaux spéctacles », Le Matin,‎ 24 février 1934, p. 6 (lire en ligne)
- Lucien Descaves, « Théâtre : Le théâtre du Petit Monde », L'Intransigeant,‎ 25 février 1934, p. 5 (lire en ligne)
- Edmond Sée, « Spectacles », L’Œuvre,‎ 26 février 1934, p. 7 (lire en ligne)
- Roger Cousin, « Les premières : Théâtre du Petit Monde », Excelsior,‎ 26 février 1934, p. 6 (lire en ligne)
- Lucien Dubech, « La Chronique des théâtres : II. « Zig et Puce Policiers » », L'Action française,‎ 4 mars 1934, p. 4 (lire en ligne)
- Gérard d'Houville, « Chronique des théâtres de Paris », Le Figaro,‎ 5 mars 1934, p. 3 (lire en ligne)